# John Stuart Williams

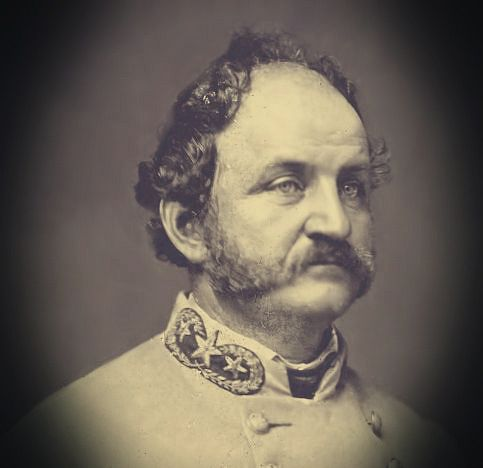
John Stuart Williams

John Stuart Williams (* 10. Juli 1818 bei Mount Sterling, Montgomery County, Kentucky; † 17. Juli 1898 ebenda) war ein US-amerikanischer Politiker. Zwischen 1879 und 1885 vertrat er den Bundesstaat Kentucky im US-Senat.

## Werdegang
John Williams besuchte die öffentlichen Schulen seiner Heimat und studierte danach bis 1839 an der Miami University in Oxford in Ohio. Nach einem Jurastudium und seiner im Jahr 1840 erfolgten Zulassung als Rechtsanwalt begann er in Paris in Kentucky in seinem neuen Beruf zu arbeiten. Er nahm zunächst als Hauptmann und dann als Oberst am Mexikanisch-Amerikanischen Krieg teil. Dabei war er zunächst in einer unabhängigen Kompanie und dann bei den Freiwilligen aus Kentucky. Politisch schloss er sich der Demokratischen Partei an. In den Jahren 1851 und 1853 saß er im Repräsentantenhaus von Kentucky. Vor dem Amerikanischen Bürgerkrieg setzte er sich vehement für die Rechte der Einzelstaaten ein. Ursprünglich war er aber gegen die Abspaltung der Südstaaten. Aus Verärgerung über die Politik von Präsident Abraham Lincoln schloss er sich im Jahr 1861 dann doch den Konföderierten Staaten an. Er trat als Oberst in deren Heer ein und stieg im Verlauf des Krieges bis zum Brigadegeneral auf. Dabei nahm er an mehreren Schlachten teil.
Nach dem für ihn verlorenen Krieg arbeitete er in Winchester in Kentucky in der Landwirtschaft. Gleichzeitig setzte er seine politische Laufbahn fort. In den Jahren 1873 und 1875 war er erneut Abgeordneter im Staatsrepräsentantenhaus. Im Jahr 1875 kandidierte er erfolglos für das Amt des Gouverneurs seines Staates. Ein Jahr später war er demokratischer Wahlmann im Electoral College das offiziell den Präsidenten wählt. Dabei stimmte er für den unterlegenen Kandidaten Samuel J. Tilden. Bei den Wahlen des Jahres 1878 wurde er als Kandidat seiner Partei in den US-Senat gewählt, wo er am 3. März 1879 als Class-3-Kategorie Senator die Nachfolge von Thomas C. McCreery antrat. Da er im Jahr 1884 nicht wiedergewählt wurde, schied er am 3. März 1885 wieder aus dem Kongress aus. Danach arbeitete er wieder in der Landwirtschaft. Ende der 1880er Jahre stieg Williams auch in die Landerschließung einiger Teile von Florida ein. Zusammen mit Walter Haldeman gehört er zu den Gründern der dortigen Stadt Naples. John Williams starb am 17. Juli 1898 in seinem Heimatort Mount Sterling.